# لهجة جلفاوية
لهجة جلفاوية هي إحدى اللهجات الجزائرية والعربية يتحدثها أكثر من 8 ملايين شخص في الجزائر من سكان الوسط من ولاية الجلفة وبعض المدن من ولاية المسيلة من أهمها مدينة بوسعادة وولاية الأغواط، ولاية بسكرة وخاصة المناطق الحدودية وتعتبر من أقرب اللهجات إلى اللغة العربية الفصحى، يميز هذه اللهجة قلب حرف القاف بحرف ڤ (تنطق كالجيم غير المعطشة) وقلب حرف الغين بحرف القاف حيث ذكر ابن خلدون منطقة الجلفة أثناء رحلته في قوله: 
| لهجة جلفاوية | وجدت قوما ينطقون الغين قافا فهم من أقحاح العرب. | لهجة جلفاوية |

 والقصد انهم أقرب للغة العربية الفصحى.

## البنية الصوتية والتركيب اللغوي

تواجد قبيلة أولاد نايل المتحدثين باللهجة الجلفاوية باللون الأحمر

يستخدم السكان في منطقة الجلفة لغة عربية هي أقرب إلى الفصحى ببنيتها الصوتية، وبمعجمها وتراكيبها. فمن زاوية الأداء الصوتي يتردد المرء كثيرا قبل أن يجزم أيهما أثر في الثاني بين موروثين تاريخيين موضوعين هما: تأثير قراءة ورش عن نافع المدني في إكساب الناس لهجة قريش بمخارجها اللينة، وقرشية الأصل التي يدعمها الانتساب التاريخي إلى مولاي إدريس الأكبر مما يصل نسب السكان بقريش.
إن ظاهرة المد في لهجة سكان منطقة الجلفة المحلية ترتبط بتلاوة القرآن الكريم إذ يميز اللهجة المحلية مطابقتها لخصائص رواية ورش عن نافع المدني، ومن أهم تلك الخصائص المميزة طول المدود بما يزيد عن المعروف في أية لهجة أخرى من لهجات عرب الجزائر الموجودين بقوة في الوسط الجزائري، ففي قراءة ورش يقدر امتداد صوت المد في الذي يأتي بعده همزة قطع كقولك: «يآ أيها الذين..» في حين لا تزيد في غيرها عن ستة لدى الترتيل وفق أحكام التلاوة.
أما بالنسبة لسرعة الكلام في التخاطب فقد يلاحظ الزائر هدوء المتكلم وارتخاء الأداء وتباطؤه، وهو مايختلف عما نشهده في بعض المناطق الأخرى من الجزائر.
ويمارس السكان التسكين في كل الكلمات تقريبا، في الأواخر والمبادئ حتى ليخيل للسامع أن التسكين (الوقف) هو الظاهرة التي تفرق بين بنية المنطوق الفصيحة والعامية في لهجتهم، كما يعمدون إلى تليين الهمزات فهم يقولون «مومن» بدلا من «مؤمن» و «الأرض» بدل من «الأرض».
كما يستخدم السكان العديد من العبارات الجاهزة ذات الأصل الديني، كطلب الصلاة على النبي بمثابة لازمة مفيدة لنية إعادة تنظيم الحجاج في الكلام أو إعادة ترتيب مواضيعه، ولفت الانتباه بطلب حسن الإصغاء، أو بطلب إحسان الإصغاء.

## الاشتقاق القلب والإبدال
لا تكاد اللهجة الجلفاوية تخرج عن منظومة الظواهر المألوفة عند مستعملي اللغة العربية القدامى، والتي يتناولها فقهاء اللغة بالوصف كالقلب والاشتقاق بأنواعه والإبدال في المفردات العامية التي تشترك في مادتها مع المفردات الفصيحة.
وقد يفرق الملاحظ بين لهجة سكان منطقة وأخرى بما يحدث من اختلاف في القلب ضمن المفردة الواحدة المتفق في معناها، فعلى سبيل المثال لا الحصر تنطق لفظة «حصر» في جنوب المنطقة مختلفة عن نطقها في الشمال حيث يقدم حرف الراء ويؤخر حرف الصاد مع احتفاظها بمعناها العامي نفسه.

## الدخيل في اللهجة الجلفاوية
تتميز لهجة منطقة الجلفة بندرة الدخيل بالرغم من كون العامية الجزائرية أُمطرت أثناء الحقبة الاستعمارية بكم ضخم من المفردات التي عُربت وكان مصدرها اللغات الفرنسية أو الإسبانية والإيطالية بحكم تنوع أصول «المعمرين» الأجانب الذين أقاموا بالمنطقة، غير أن قلة هؤلاء وعلاقتهم المحدودة بسكان منطقة الجلفة قصرت أثرهم على قليل من المفردات ذات الاستخدام المهني كلفظة «بوقاطو» أي المحامي المأخذوة من الإسبانية، أو مفردات ذات استخدام يومي مثل «الباسان» أي الحوض المأخوذة من الفرنسية وقد عدلت هذه الألفاظ في نطقها فأٌخضعت للأداء الصوتي العربي.
وقد بقي مثل هذا النوع الدخيل من المفردات مستعملا لدى العامة، وخصوصا الأميين منهم حتى بداية الثمانينات من القرن الماضي، لتعوضه لدى النخبة بعد تعميم التعليم التدريجي للمفردات الأصلية بنطقها الصحيح إما على الطريقة العربية أو الفرنسية.

## من مظاهر العامية في الجلفة
الإبدال
إبدال حرف (الغين) قافا (مثل):غابة تنطق «قابة» غدير تنطق «قدير»
النحت
اختزال بعض التراكيب في كلمة واحدة طلبا للاختصار بدل التطويل، "و عاميتنـا ترغـب في الخفـة والـسرعة والحـذف مـثلا:"اسـتل لقمة" تنطق "سلقومة" "لا خبر" تنطق "لخ" أقل مؤونة تنطق  "ڤلمونة" ما عليه شيء تنطق   "معليهش" ما تشكرني عـلى مـا أنـا
فيه تنطق«ما تشكرنيش.»

## كلمات أخرى
1. يـالـّلـه: دعـوة للذهاب.
2. الـمـروح: الذهاب، أنروحو، نذهبوا.
3. اسّــخـيـف: الغموض والاستتار وتقال تعبيراً على التطمع والتطفل.
4. ادّعْــدِيــع: الوهن، المرض، تُقال لمن هو في حالة مرضية أو وهنية
5. الـــهَــفْ: الـخـبـل.
6. الـنَـفْـخَـهْ: تقال للرجل الـهِـمّي ذي الهمّة والعزة.
7. يقَعمَزْ: يجلس.
8. أمشي: هيا نذهب.
9. وجبيك: ما بك.
10. وعلاه: لماذا.